# (29993) 2000 AD55
A (29993) 2000 AD55 a Naprendszer kisbolygóövében található aszteroida. A LINEAR projekt keretében fedezték fel 2000. január 4-én.